# 上牧久渡古墳群

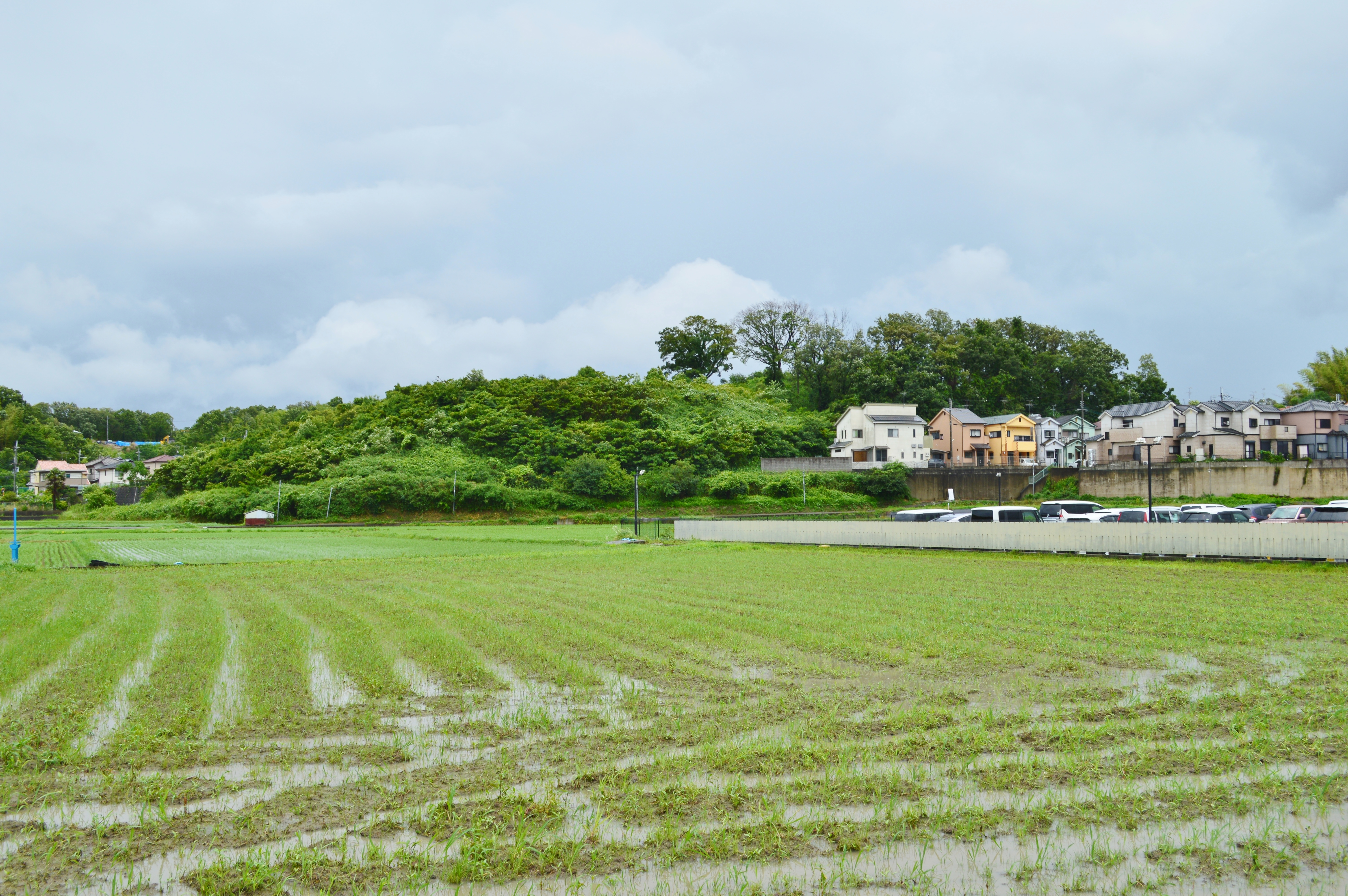
上牧久渡古墳群 遠景

上牧久渡古墳群（かんまきくどこふんぐん）は、奈良県北葛城郡上牧町上牧にある古墳群。8基が国の史跡に指定され、3号墳の出土品が奈良県指定有形文化財に指定されている。

## 概要

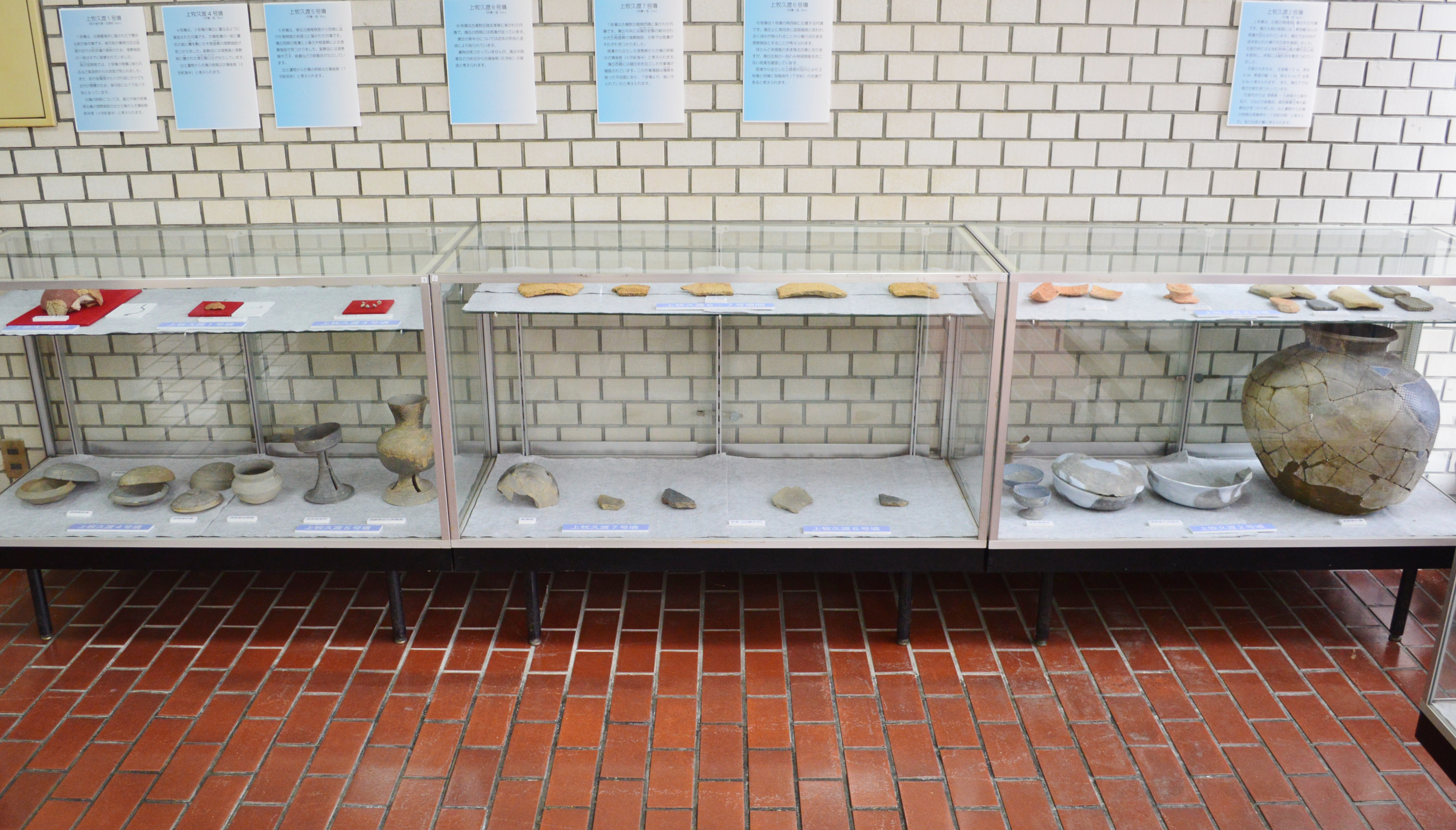
出土品上牧町役場展示。

奈良盆地西部、馬見丘陵の南西端における、標高約70メートルの独立丘陵上に営造された古墳群である。前方後円墳1基（1号墳）・円墳6基（2・4-8号墳）・方墳1基（3号墳）の少なくとも8基から構成される。かつては1号墳のみが円墳の「久渡古墳」として知られていたが、2011年度（平成23年度）に古墳群として認知されるとともに、同年以降に発掘調査が実施されている。
古墳群のうち1号墳は唯一の前方後円墳で、墳形は不整形な前方後円形をなす。近代頃に墳丘が大きく破壊を受けているため詳細は明らかでないが、古墳時代前期頃の築造と推定される。また3号墳は、出土品に大阪府の和泉黄金塚古墳東槨出土鏡と同型の中国製の画文帯神獣鏡があるほか、奈良盆地中西部では最古級の古墳とされ、当時の畿内ヤマト王権の中心地である奈良盆地南東部の平野の大和古墳群・柳本古墳群とは異なる規模・構造・立地であるとして注目される。加えて古墳の築造は飛鳥時代まで認められており、古墳時代初頭から飛鳥時代まで断続的に多様な古墳が営まれた点で、当時の葛城地方北部の地域特性を考察するうえで重要視される古墳群になる。
8基の古墳域は2015年（平成27年）に国の史跡に指定され、3号墳の出土品は同年に奈良県指定有形文化財に指定された。現在は史跡整備の実施が検討されている。
なお、古墳群の下層では弥生時代後期の小集落遺跡（上牧久渡遺跡）の存在が明らかとなっているほか、谷を挟んで北方では上牧銅鐸の出土や（観音山銅鐸出土地）、谷を挟んで南方では松里園古墳群の分布が知られる。

## 遺跡歴
- 2011年度（平成23年度）
  - 5月24日、久渡古墳（1号墳）一帯における宅地開発計画が浮上[3]。
  - 5月31日、事前踏査。2号墳を確認（上牧町教育委員会・奈良県教育委員会・奈良県立橿原考古学研究所）[3]。
  - 6月、航空レーザー測量（奈良県立橿原考古学研究所）[3]。
  - 7月8日、再踏査。複数の古墳状隆起を確認（奈良県立橿原考古学研究所、2012年に報告書刊行）[3]。
  - 11月-2012年3月、試掘・確認調査：第1次調査。3-5号墳を確認（上牧町教育委員会）。
- 2012-2014年度（平成24-26年度）、国庫補助事業による確認調査：第2-5次調査（上牧町教育委員会、2015年に報告書刊行）[3]。
  - 2012年度、第2-3次調査：3-5号墳の再調査。
  - 2013年度、第4次調査：2号墳の調査。
  - 2014年度、第5次調査：1号墳の調査。
  - 2015年3月27日、3号墳出土品が奈良県指定有形文化財に指定[2]。
- 2015年度（平成27年度）
  - 10月7日、1-7号墳が国の史跡に指定（後年確認の8号墳も史跡範囲内）[4]。
- 2016-2017年度（平成28-29年度）、史跡整備に向けた確認調査：第6-7次調査（上牧町教育委員会）。
  - 2016年度、第6次調査：1・3号墳の補足調査および下層の上牧久渡遺跡の確認調査（2017年に報告書刊行）[5]。
  - 2017年度、第7次調査：1号墳検出遺構の確認調査および7・8号墳の調査。8号墳を確認（2018年に報告書刊行）。

## 一覧
| 古墳名 | 形状       | 規模      | 埋葬施設                                      | 主な出土品                                        | 築造時期                                                               | 調査                                        | 調査                    | 備考 |
| 古墳名 | 形状       | 規模      | 埋葬施設                                      | 主な出土品                                        | 築造時期                                                               | 年                                          | 次                      | 備考 |
| ------ | ---------- | --------- | --------------------------------------------- | ------------------------------------------------- | ---------------------------------------------------------------------- | ------------------------------------------- | ----------------------- | --- |
| 1号墳  | 前方後円墳 | 墳丘長60m | 主体不明（竪穴式石室?） 木棺直葬1（副次施設） | 土師器                                            | 古墳時代前期?                                                          | 平成23年度 平成26年度 平成28年度 平成29年度 | 第1次 第5次 第6次 第7次 | 上牧久渡古墳群のうち最大規模 近代頃に大きく改変                                                                       |
| 2号墳  | 円墳       | 直径16m   | 両袖式横穴式石室 箱式石棺（墳丘内）           | 琥珀製棗玉 銀装刀装具 鉄製品 須恵器 土師器 平瓦片 | 古墳時代終末期 （7世紀中葉）                                           | 平成25年度                                  | 第4次                   | |
| 3号墳  | 方墳       | 一辺15m   | 木棺直葬3                                     | 銅鏡 鉄製武器類 土器                              | 古墳時代初頭-前半 （3世紀中葉-後半）                                   | 平成23年度 平成24年度 平成28年度            | 第1次 第2次 第6次       | 上牧久渡古墳群のうち最古期 （奈良盆地中西部で最古級） 出土鏡は和泉黄金塚古墳東槨鏡と同型 出土品は奈良県指定有形文化財 |
| 4号墳  | 円墳       | 直径18m   | 木棺直葬                                      | 滑石製臼玉 須恵器                                 | 古墳時代後期                                                           | 平成23年度 平成24年度 平成28年度            | 第1次 第2次 第6次       | |
| 5号墳  | 円墳       | 直径18m   | 木棺直葬2                                     | 銅鏡片 刀子片 鎺 鉄鏃                             | 古墳時代後期 （第1施設：6世紀後半以降） （第2施設：6世紀末-7世紀初頭） | 平成23年度 平成24年度                       | 第1次 第3次             | |
| 6号墳  | 円墳       | 直径16m   | 横穴式石室?                                   | 平瓦片                                            | 古墳時代終末期                                                         | 平成26年度                                  | 第5次                   | 墳丘は未調査 |
| 7号墳  | 円墳       | 直径11m   | 組合式石棺直葬                                |                                                   | 古墳時代後期 （6世紀中葉-後半）                                        | 平成29年度                                  | 第7次                   | 墳裾に凝灰岩石材加工作業場                                                                                            |
| 8号墳  | 円墳       | 直径13m   | 横穴式石室?                                   |                                                   | 古墳時代後期                                                           | 平成23年度 平成29年度                       | 第1次 第7次             | 近代以降に東半は削平                                                                                                  |

## 文化財

### 国の史跡
- 上牧久渡古墳群 - 2015年（平成27年）10月7日指定[4]。

### 奈良県指定文化財
- 有形文化財
  - 上牧久渡3号墳出土品 一括（考古資料） - 明細は以下。所有者は上牧町。2015年（平成27年）3月27日指定[6][2]。
    - 銅鏡 1面
    - 鉄剣・鉄槍片 6点
    - 鉄鏃 4本
    - 土師器片 8点

## 関連文献
（記事執筆に使用していない関連文献）
- 「久渡古墳群踏査報告」『奈良県遺跡調査概報 2011年度 第1分冊』奈良県立橿原考古学研究所、2012年。
- 『史跡上牧久渡古墳群発掘調査報告書III（上牧町文化財調査報告 第5集）』上牧町教育委員会、2018年。